# Pectenocypris balaena
Pectenocypris balaena är en fiskart som beskrevs av Roberts, 1989. Pectenocypris balaena ingår i släktet Pectenocypris och familjen karpfiskar. Inga underarter finns listade i Catalogue of Life.